# Alberto Jarabo Payá
Alberto Jarabo Payá (Alcoy, 12 de julio de 1928 - Valencia, 12 de mayo de 2016) fue un político y abogado español.

## Biografía
Nacido en Alcoy en 1928, hijo de  Blanca Payá García y de Honorio Jarabo Jarabo, Capitán de Infantería, destinado en el Regimiento de Infantería "Vizcaya" de Alcoy, y muerto como consecuencia de la Guerra Civil. Tras la Guerra, la familia  se trasladó a Valencia, estudiando Alberto en el Colegio del Pilar (Marianistas). Posteriormente realizó estudios de Derecho por la Universidad de Valencia. 
Inspector de trabajo, fue Subdirector General de Emigración del Ministerio de Trabajo entre 1964 y 1967, y entre 1967 y 1971 ejerció como Delegado Provincial de Trabajo en Valencia. Desde su cargo auspició la creación de la Universidad Laboral de Cheste y de la Ciudad sanitaria «La Fe». También fue Delegado Nacional de Prensa y Radio del Movimiento, cargo que ejerció entre 1973 y 1974. En 1971 fue elegido procurador de las Cortes franquistas en representación del Tercio Familiar (por sufragio electoral por los cabezas de familia de la circunscripción), formando parte de las comisiones de Comercio y de Trabajo.
Amigo de Manuel Fraga, tras la muerte de Franco acabaría afiliándose a Alianza Popular. En las elecciones de 1977 fue elegido diputado por la circunscripción de Valencia. Durante la discusión parlamentaria de la nueva Constitución española presentó una enmienda que proponía la supresión de la palabra «nacionalidades». Esta enmienda sería de hecho el origen del artículo 145 de la Carta magna. A pesar de ello, votó contra la aprobación de la Constitución.
En esta etapa también formó parte del Plenario de Parlamentarios del País Valenciano, así como del ente preautonómico que precedió a la Generalidad Valenciana, como Conseller de Turisme. Posteriormente anunció su retirada de la vida política, para volver a trabajar como Inspector de Trabajo hasta su jubilación.
Poseyó diversas condecoraciones, como la Encomienda con Placa al Mérito Civil, y la Medalla de la Orden del Mérito Constitucional, así como la de Caballero Gran Cruz de la Orden de Cisneros al Mérito Político.
Estaba casado con Doña María del Carmen Calatayud Vallterra, y tuvieron cuatro hijos.